# اقلیم‌شناسی

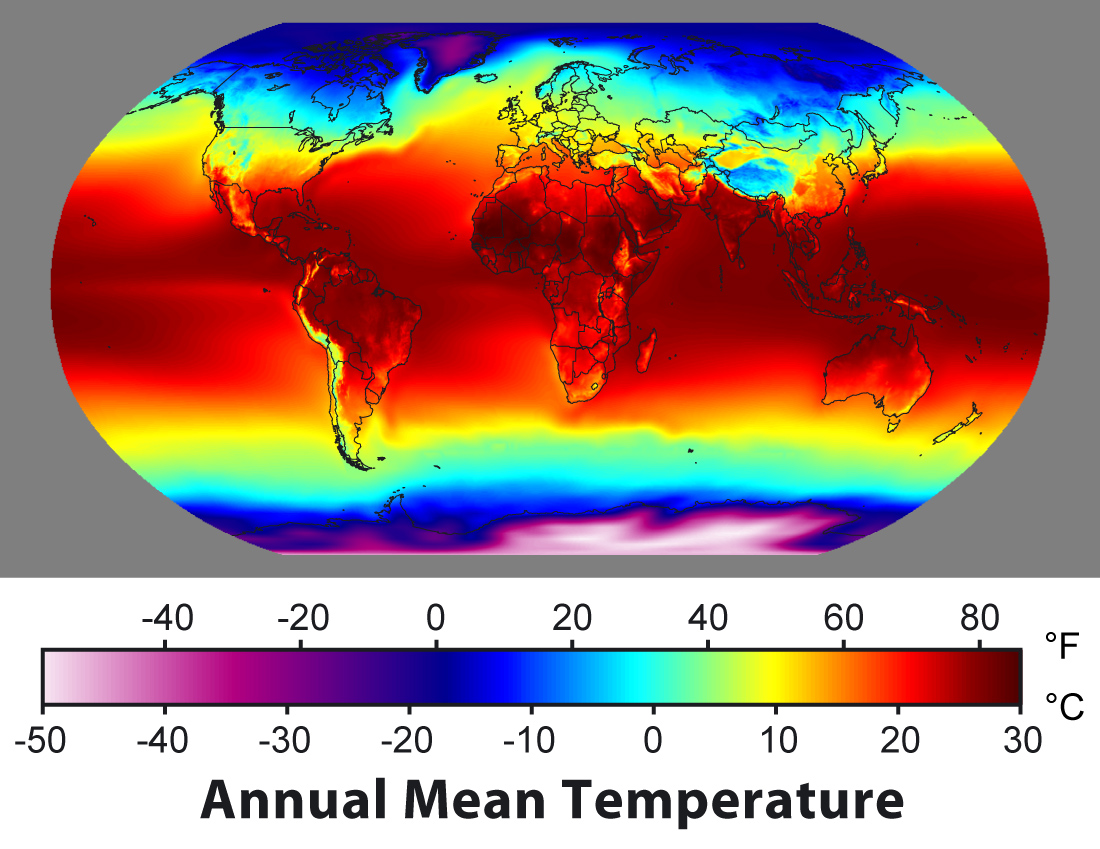
نقشه دمای متوسط ۳۰ ساله جهان

اقلیم‌شناسی یا پنادشناسی به دانش مطالعه اقلیم و مشخصات متوسط آب و هوایی در یک دوره بلندمدت گفته می‌شود. این شاخه از دانش نوین شاخه‌ای است از رشتهٔ دانش‌های جوی و نیز زیر رشته جغرافیای طبیعی بوده که خود جزئی از علوم زمین به‌شمار می‌رود. امروزه اقلیم‌شناسی دربرگیرندهٔ اقیانوس‌شناسی و زیست-زمین شیمی است. اقلیم‌شناسی در سطح ابتدایی آن می‌تواند با واژهٔ پیش‌بینی هواشناسی نامیده شود که به کمک روش‌های کمی انجام می‌شود. مدل‌های اقلیمی در طیف گسترده‌ای از اهداف از بررسی تغییرات اقلیمی و سامانه‌های اقلیمی نا پیش‌بینی آینده به‌کار گرفته می‌شوند.

## تفاوت‌های اقلیم‌شناسی و هواشناسی
اگر چه موضوع مطالعه هواشناسی و اقلیم‌شناسی، اتمسفر زمین است، ولی هر کدام با نگرشی متفاوت آن را بررسی می‌کنند:
- هواشناسی، هوا را و اقلیم‌شناسی، آب و هوا (اقلیم) را شناسایی و تبیین می‌کند.
- هواشناسی وضعیت جوی را به‌طور عام و برای یک لحظه بررسی می‌کند؛ اما، اقلیم‌شناسی تیپ هوای غالب یک مکان معین را در دوره طولانی مطالعه و تفاوت‌های اقلیمی مکان‌ها را کشف می‌کند.
- هدف هواشناسی شناخت مطلق و عام اتمسفر و تغییرات آن (هوا) است؛ ولی در اقلیم‌شناسی سعی می‌شود با شناخت اقلیم هر منطقه، تأثیرهای آب و هوایی آن بر روی فعالیت‌های انسانی مشخص شود.
- هواشناس وضع هوا را در کوتاه مدت پیش‌بینی می‌کند؛ اما، اقلیم‌شناس براساس عوامل به‌وجود آورنده آب و هوا، پدید آمدن آب و هوای خاصی را در مکانی خاص و با توجه به تأثیر آن در زندگی انسان‌ها، پیش‌بینی می‌کند.
- ابزار شناسایی و توجیه هواشناس، اصول و قوانین و مدل‌های فیزیکی و دینامیکی است. اما ابزار اقلیم‌شناس، علاوه بر اصول علم هواشناسی، اصول و مفاهیم جغرافیایی نیز هست.[۸]